# 西區 (熊本市)
西區（日语：／ Nishi ku */?）是熊本市于2012年4月升格為政令指定都市時新設的一個行政區。區役所設在原本的西部市民中心。

## 地理
位於熊本市西部，相當于之前的池田村・花園村・島崎村・横手村・春日村・古町村（1921年和熊本市）、白坪村（同1931年）、高橋村・池上村・城山村（同1953年）、松尾村（同1955年）、小島町（同1957年）、中島村（同1958年）、河内町（同1991年）14町村。除了北區、中央區、南區之外，還和玉名市、玉東町相鄰，隔海（有明海）和長崎縣島原市相望。區北部有金峰山（標高665m）等山峰，南側有井芹川・坪井川・白川流過。海上有人工島熊本港。

## 人口
人口有9萬2954人，人口密度是1,050人/平方公里，在五個區中是最少的。面積為88.80平方公里。

## 名称
西區的臨時名稱是「B区」，在2010年9月實施的「徵集區名」中，獲得支持最多的依次是西區(47.9%)、城西區(23.2%)、有明區(2.4%)、金峰區(2.1%)、熊西區(1.6%)、港區(1.2%)、熊本西區(1.1%)、春日區(0.7%)、肥後西區(0.7%)、西城區(0.6%)、（其他 18.5%）。熊本市行政區劃審議會據此決定將西區、城西區、肥後西區、有明區、金峰區定位候選區名，2010年12月再次舉行「意向調査」，在這五個區名中，西區獲得了第一位，佔55.3%。在審議會進行討論之後，2011年1月正式將「西區」這一名稱定為區名的方案提交給市長。翌月，熊本市決定將此確定為「方針」、2011年12月，熊本市議會正式通過這個決定。

## 外部連結
- （日語） 官方网站
- OpenStreetMap上有關西區 (熊本市)的地理